# Кхаптад (национальный парк)
Кхаптад (непальск. खप्तड राष्ट्रिय निकुञ्ज) — национальный парк на западе Непала.
В административном отношении расположен на территории 4 районов: Баджханг, Баджура, Ачхам и Доти. Площадь охраняемой территории — 225 км². Высота территории над уровнем моря изменяется от 1400 до 3300 м.
На территории парка обитают 23 вида млекопитающих, 287 видов птиц и 23 вида пресмыкающихся и земноводных. В пределах охраняемой территории были описаны 567 видов растений.